# Chaetodon plebeius
Chaetodon plebeius е вид бодлоперка от семейство Chaetodontidae. Видът не е застрашен от изчезване.

## Разпространение и местообитание
Разпространен е в Австралия, Вануату, Виетнам, Индонезия, Китай, Нова Каледония, Остров Норфолк, Палау, Папуа Нова Гвинея, Провинции в КНР, Соломонови острови, Тайван, Тонга, Уолис и Футуна, Фиджи, Филипини и Япония.
Обитава морета, лагуни и рифове в райони с умерен климат. Среща се на дълбочина от 0,9 до 10 m, при температура на водата от 24,6 до 28,6 °C и соленост 34,8 – 35,6 ‰.

## Описание
На дължина достигат до 15 cm.
Популацията на вида е намаляваща.